# Grenze zwischen Libyen und dem Sudan

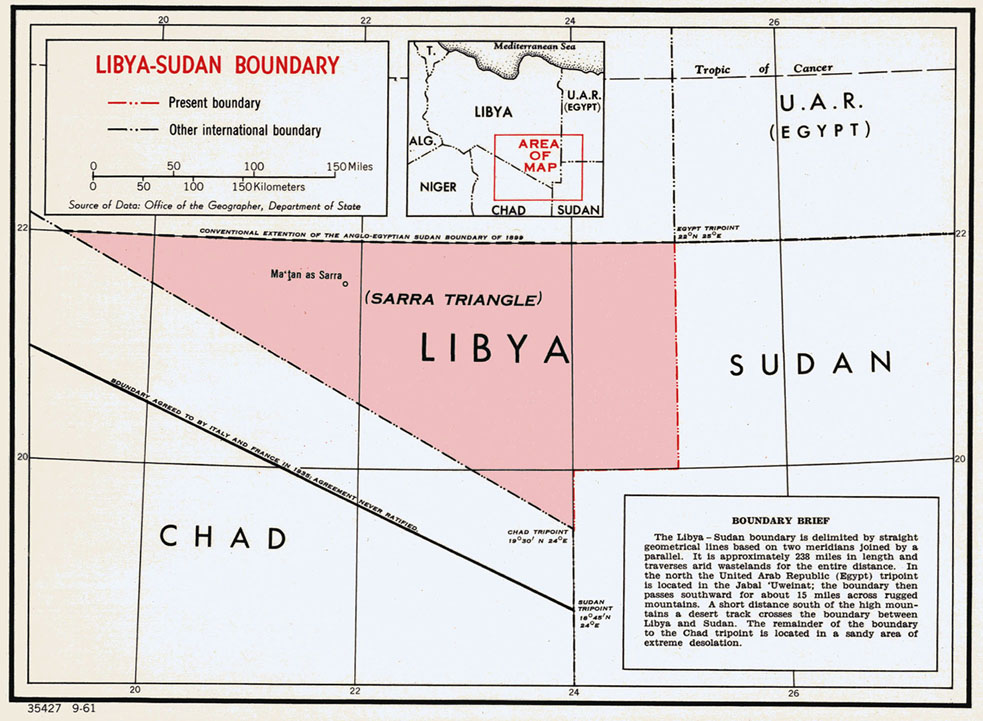
Karte des Grenzverlaufs

Die Grenze zwischen Libyen und dem Sudan trennt als internationale Grenze diese beiden Staaten. Sie ist 382 km lang und erstreckt sich Dreiländereck Ägypten-Libyen-Sudan (22°00,0′N 25°00,0′E) bis zum Dreiländereck Libyen-Sudan-Tschad (19°30,0′N 24°00,0′E).

## Geschichte

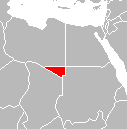
Das Sarra-Dreieck

Der Grenzverlauf geht auf die europäische Kolonialzeit zurück. Das Vereinigte Königreich und Frankreich schlossen am 21. März 1899 eine Vereinbarung, nach der sich der französische Einfluss östlich des Niger-Flusses nicht über eine Linie ausdehnen sollte, die vom Schnittpunkt des Wendekreises des Krebses diagonal zum Schnittpunkt mit dem 24. östlichen Längengrad verlaufen sollte. In der zweiten Hälfte des 19. Jahrhunderts wurde Khedivat Ägypten faktisch und im Dezember 1914 auch nominell ein Protektorat des Vereinigten Königreichs. Der Sudan wurde 1899 nach Niederschlagung des Mahdi-Aufstands zum ägyptisch-britischen Kondominium (Anglo-Ägyptischer Sudan). Das Osmanische Reich musste im Frieden von Ouchy im Jahr 1912 seine Besitzungen im heutigen Libyen (seit 1934 zu Italienisch-Libyen vereinigt) an das Königreich Italien abtreten. 1925 wurde die sudanesische Grenze auf den 22. nördlichen Breitengrad festgelegt, wodurch das Sarra-Dreieck als westlicher Vorsprung des Anglo-Ägyptischen Sudan entstand. 1934 kam es zur Abtretung des Sarra-Dreiecks durch das Vereinigte Königreich an Italien; damit war in Italienisch-Libyen der heutige Verlauf der Grenze erreicht. Die neue Grenze zum Sudan wurde mit dem Lineal entlang der Längen- und Breitengrade gezogen. 1951 wurde das Königreich Libyen unabhängig, 1956 auch der Anglo-ägyptische Sudan.

## Grenzverlauf

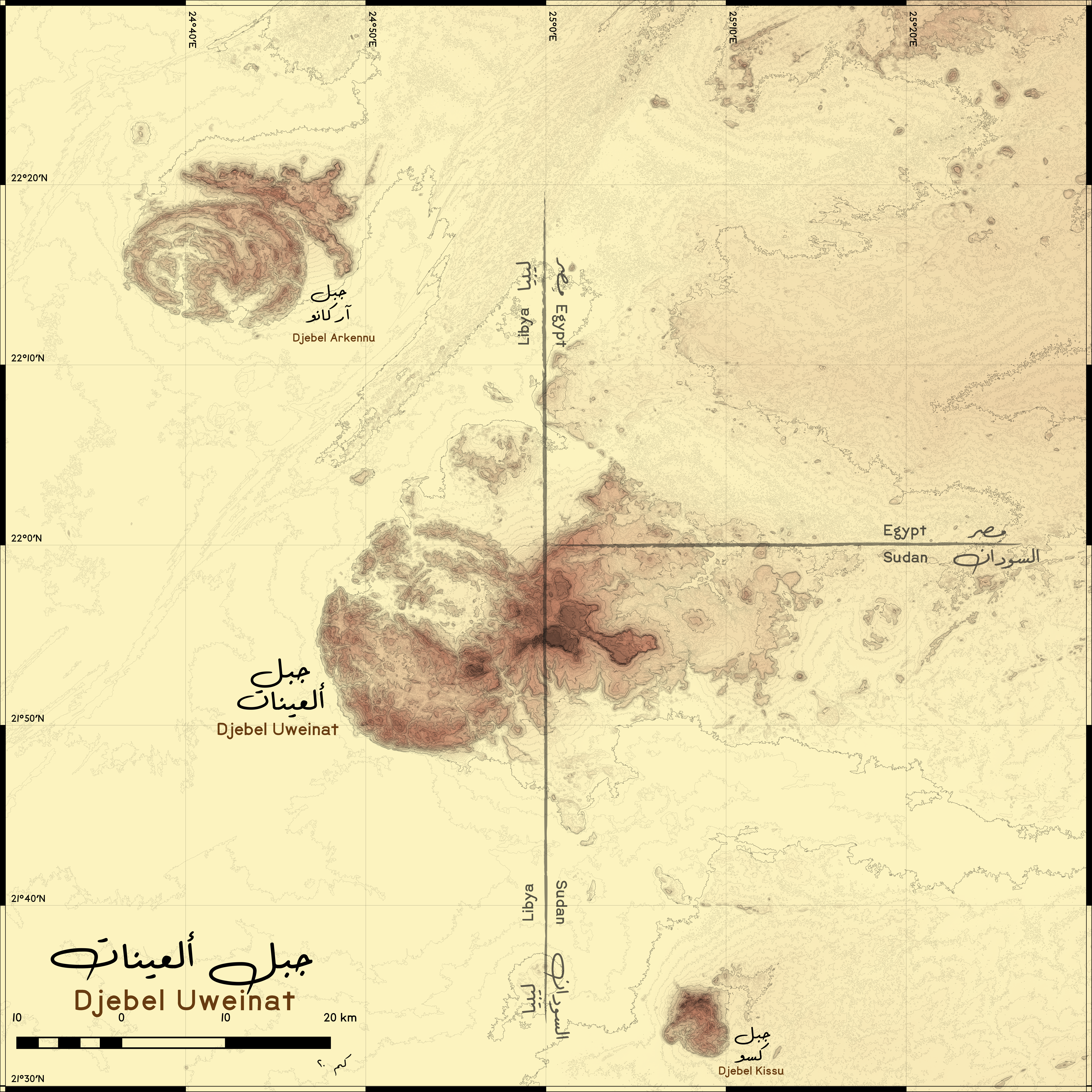
Gabal (Djebel) Uwainat

Die Grenze beginnt am Dreiländereck mit Ägypten in der Nähe des bis 1934 m hohen Gabal Uwainat (auch Jabal al Awaynat) und setzt die auf dem 25. östlichen Längengrad verlaufende Grenze zwischen Ägypten und Libyen geradlinig auf diesem Längengrad auf eine Länge von 223 km nach Süden bis zum 20. nördlichen Breitengrad fort. Dort biegt sie rechtwinklig nach Westen ab und verläuft für 105 km auf dem 20. nördlichen Breitengrad, bis sie den 24. östlichen Längengrad erreicht. Diesem folgt sie auf 56 km nach Süden bis zum Dreiländereck mit dem Tschad.
Die quasi mit dem Lineal gezogene Grenze folgt an keiner Stelle der Natur entlehnten Linien.

## Verkehr
Uwainat ist über eine 325 km lange Straße von den libyschen Kufra-Oasen zu erreichen.